# Гхеранда-самхита
«Гхера́нда-самхи́та» (санскр. घेरण्ड संहिता, IAST: Gheraṇḍa saṃhitā) — один из трёх классических текстов  на санскрите по хатха-йоге наряду с «Хатха-йога-прадипикой» и «Шива-самхитой». 
Считается наиболее энциклопедическим текстом из трёх; ориентировочно датируется XVII веком. Представляет собой сборник наставлений о йоге, которые Гхеранда поведал Чанде Капали. Сам текст, по-видимому, написан адептом учения натхов, на это указывает упоминание в шлоке 3.66 о Адинатхе — первом натхе в натха-сампрадайе.
В отличие от других писаний по хатха-йоге, в «Гхеранда-самхите» объясняется путь семиступенчатой йоги:
1. Шаткарма (санскр. букв. — "шесть действий") для очищения. Описаны шесть действий очищения — дхаути, басти, нети, лаулики, тратака и капалабхати.
2. Асана (санскр.  - "поза") для укрепления. Описано тридцать две асаны.
3. Мудра (санскр. букв.  - "печать") для уравновешивания. Описано двадцать пять мудр, к которым отнесена также концентрация (дхарана) на пять элементов.
4. Пратьяхара (удержание чувств, сосредоточение их) для умиротворения. Описаны наставления по контролю восприятия, приведению читты под контроль Атмана.
5. Пранаяма (наука о дыхании) для облегчения. Описаны необходимые условия для упражнения в пранаяме, методы очищения нади перед пранаямой, а затем 8 видов задержки дыхания: сахита, сурьябхеда, уджджайи, ситали, бхастрика, бхрамари, мурчха, кевали.
6. Дхьяна (санскр. - "созерцание") для понимания. Описаны стхула, джотир и сукшма дхьяны.
7. Самадхи (санскр. - "сосредоточение") для отречения. Описаны шесть путей самадхи — дхьяна-самадхи, нада-самадхи, расананда-самадхи, лайя-самадхи, бхакти-самадхи, и раджа-самадхи.

Следуя этой системе, текст «Гхеранда-самхиты» состоит из семи глав и в основном сосредоточен на шаткармах — поэтому иногда говорится, что в нём описывается гхаташтха-йога. В «Йога-сутрах» Патанджали, например, объясняется восьмиступенчатый путь йоги, в котором не описываются шаткармы и мудры, но указываются яма, нияма и добавляется дхарана. В заключительных стихах  "Гхеранда-самхиты", описывающих самадхи (реализацию, букв. - "сосредоточение", санскр.), даются методы, отличающиеся от изложенных Патанджали.

## Издания по-русски
В 1983 году в самиздате был "опубликован" первый полный перевод текста (с английского) на русский язык.  
В 1994 году вышел перевод А. С. Ригина. 
В 2011 году в издательстве "Постум" вышел перевод "Гхеранда-самхиты", сделанный  Д. Деминым и М. Деминой.